# Jusuke Omi
Jusuke Omi (japonsko 近江 友介), japonski nogometaš, * 26. december 1946, Tokio, Japonska.
Za japonsko reprezentanco je odigral 5 uradnih tekem.